# Арнштайн (Саксонія-Ангальт)
Арнштайн (нім. Arnstein) — місто в Німеччині, розташоване в землі Саксонія-Ангальт. Входить до складу району Мансфельд-Зюдгарц.
Площа — 121,71 км2. Населення становить 6412 ос. (станом на 31 грудня 2021).